# Căinarii Vechi
Căinarii Vechi è un comune della Moldavia situato nel distretto di Soroca di 3.262 abitanti al censimento del 2004.

## Località
Il comune è formato dall'insieme delle seguenti località (popolazione 2004):
- Căinarii Vechi (3.041 abitanti)
- Floriceni (221 abitanti)